# Ankylopteryx scioneura
Ankylopteryx scioneura är en insektsart som först beskrevs av Navás 1925.  Ankylopteryx scioneura ingår i släktet Ankylopteryx och familjen guldögonsländor. Inga underarter finns listade i Catalogue of Life.